# Rodolfo Dickson
Rodolfo Roberto Dickson Sommers más conocido como Rodolfo Dickson (Puerto Vallarta, 11 de julio de 1997) es un deportista mexico-canadiense especializado en esquí alpino. Forma parte de la delegación de México en los Juegos Olímpicos de Pekín 2022.

## Trayectoria
Perdió a sus padres cuando tenía nueve meses de nacido, cuando cumplió tres años fue adoptado por una pareja canadiense y se fue a vivir a Ontario y Quebec, por lo cual se apasionó por los deportes invernales , entre ellos, el esquí alpino.
Compitió en el Milton Heights Racing Club en Ontario, donde ganó algunas medallas y trofeos antes de empezar su carrera profesional. En 2015 compitió en el Super-G y ganó una medalla de oro, convirtiéndose en el primer mexicano que lo logra en una carrera internacional de esquí.
También compitió en los Juegos Olímpicos de PyeonChang 2018, donde obtuvo el lugar 48.